# Nier: Automata
Nier: Automata (japanisch ニーア オートマタ, Eigenschreibweise: NieR:Automata) ist ein Action-Rollenspiel, das von Platinum Games entwickelt und durch Square Enix für die PlayStation 4 und für Microsoft Windows am 7. März 2017 (PlayStation-4-Version) veröffentlicht wurde. Nier: Automata spielt in demselben Universum wie Nier, einem Ableger der Drakengard-Reihe. Die Handlung bettet sich inmitten eines Stellvertreterkrieges zwischen Maschinen, die von außerirdischen Eindringlingen gebaut wurden, und den Resten der Menschheit ein. Die Story folgt den Missionen eines Kampf-Androiden und seines Begleiters.
Die Produktion begann 2014 mit Yoko Taro als leitendem Entwickler, der diesen Posten schon bei Nier innehatte, Produzent Yosuke Saito und den Komponisten Keiichi Okabe und Keigo Hoashi. Atsushi Inaba war als Koproduzent für Platinum Games tätig, während Square Enix den Designer Akihiko Yoshida für die Gestaltung der Hauptcharaktere engagierte. Das Ziel war, ein neues Spiel der Nier-Serie im Sinne des Originals zu gestalten, während es eine tiefere Handlung und ein flüssigeres Gameplay besitzen solle.
Das Spiel erhielt weitgehend positive Bewertungen und erreichte überdurchschnittliche 89 von 100 Punkten auf der Bewertungsseite Metacritic, die Kritiken aggregiert und daraus einen Mittelwert berechnet.

## Handlungsüberblick

### Hintergrund
Nier: Automata spielt im selben post-apokalyptischen Ambiente wie das ursprüngliche Nier nach dem vierten Ende des Spiels. Während die Serientradition von Drakengard beibehalten wurde und eine dunkle Atmosphäre erhalten bleibt und sich die Handlung der Geschichte ständig verzweigt, gibt es keine direkte Verbindung zwischen Nier: Automata und den anderen Teilen der Reihe. Die Geschichte in Nier: Automata ereignet sich im Jahr 11945, also 8480 Jahre nach den Ereignissen des ersten Nier. Laut dem Entwickler Yoko sind keine Kenntnisse der Handlung aus früheren Teilen notwendig, um die Geschichte in Nier: Automata zu verstehen.

### Charaktere
Die Protagonistin ist YorHa Modell B Nr. 2, oder kurz „2B“, eine Soldatin als Frauenandroid der YorHa (auch „YoRHa“), deren Hauptcharakterzüge Ruhe und Gelassenheit sind. Sie wird durch „9S“ (YorHa Modell S Nr. 9), einem Aufklärungsandroiden, begleitet, welcher mehr Gefühle zeigt als andere Einheiten. Beobachtet werden die beiden durch „A2“ (YorHa Modell A Nr. 2), einem veralteten Prototypandroiden der B-Linie mit einer schweigsamen Persönlichkeit, der häufig beschließt, allein zu handeln. Andere wichtige (Neben-)Charaktere sind der „Kommandant“, ein Android unter der Befehlsgewalt des Bunkers; „Adam“ und „Eva“, Zwillingsbrüder, deren Motive im Vorfeld unbekannt sind; „Pascal“, eine Maschine, welche Konflikte hasst und sich Frieden wünscht; „Devola“ und „Popola“, Androiden, die dem Widerstand helfen und von ähnlichen Wesen abstammen, die schon aus Nier bekannt sind; die ursprüngliche Hauptfigur von Nier „Emil“, der seine Erinnerungen an die Jahre zuvor verloren hat; die verschiedenen „Operator“-Androiden, die als Vorarbeiter für YorHa handeln; und die „Pod“-Droiden, die Einheiten von YorHa im Kampf unterstützen und als Verbindung mit dem Bunker dienen. Weitere Charaktere sowohl von Nier als auch von Drakengard 3 werden ebenfalls erwähnt.

### Hauptteil
Im Jahr 11.945 setzt die Geschichte von Nier: Automata an. Fremdartige Wesen überfielen mit einer Armee aus Maschinen die Erde und vernichten seitdem sämtliches humanoides Leben. Der überlebende Teil der Menschheit zieht sich auf den Mond zurück und organisiert von dort den Widerstand. Eine Raumstation in der Erdumlaufbahn („Bunker“) ist die Basis der „YorHa“ genannten Androiden, die entwickelt wurden, um in einem Stellvertreterkrieg für die Menschen gegen die Maschinen zu kämpfen. Dabei ist es den Androiden strikt untersagt, wahre Namen zu haben oder echte Gefühle zu besitzen, was sie grundsätzlich von den Menschen unterscheidet.
Nier: Automata startet während des 14. Maschinenkriegs mit der Geschichte einer YorHa Androidin mit der Kennung „2B“ und deren Begleiter „9S“. Beide Droiden haben den Auftrag, ein Maschinenwesen der „Goliath“-Klasse ausfindig zu machen und zu zerstören. Dazu startet die Suche in einer ehemaligen Waffenfabrik der Menschen, die seit der Übernahme durch die Maschinen von diesen als eigene Fabrik genutzt wird. Während des Kampfes mit dem Goliath wird 9S schwer verwundet. Mit Hilfe des Aufklärungsfluggerätes von 9S gelingt es 2B anschließend, den Goliath zu besiegen. Weitere auftauchende Goliaths zwingen 2B und 9S, die Selbstzerstörung zu aktivieren und damit sämtliche feindliche Einheiten und sich selbst zu vernichten. 9S ist es zuvor gelungen, die Daten von 2B auf den Computer in der Basis hochzuladen. Somit kann dort ein neuer Körper mit den identischen Erinnerungen von 2B konstruiert werden. Da keine Zeit blieb, auch die Daten von 9S zu sichern, erinnert sich dieser bei ihrem nächsten Zusammentreffen nicht mehr an die durchlebte Mission.
Um weitere Unterstützung zu leisten, werden beide Androiden wieder auf die Erde geschickt. Dort treffen sie auf die beiden menschenähnlichen Maschinen-Androiden Adam und Eva. Zusätzlich treffen sie Pascal, der eine Kolonie von nichtfeindlichen Maschinen beschützt. Bei einem Angriff mit Maschinen der Goliath-Klasse gewinnen die Androiden die Schlacht zwar, die Stadt wird dabei weitgehend zerstört und eine unterirdische Höhle wird aufgedeckt. In dieser Höhle entdecken 2B und 9S die Führer der Alieninvasion; welche allesamt tot sind. Es stellt sich heraus, dass Adam und Eva sie getötet haben und sich als nächstes Ziel die Ausrottung der Menschheit vorgenommen haben. 2B und 9S gelingt es, die beiden zu besiegen, welche es aber schaffen, zu entkommen. Anschließend sprechen die beiden mit Pascal und erfahren, dass es ein weiteres Königreich von Maschinen gibt, welche im Wald leben. Diese Maschinen haben einen gewissen Grad an Loyalität und beschützen in ihrem Schloss den König. Sie sind freundlich gesinnt. 2B und 9S finden heraus, dass dieser König lediglich eine Baby-Maschine ist. Daraufhin erscheint der Androide A2 und tötet das Baby. Der Kommander im Bunker teilt den beiden mit, dass A2 ein gesuchter Droide ist und vernichtet werden muss; ohne zu erwähnen, für welche Verbrechen er ausgelöscht werden soll.
Adam, fasziniert von den Überresten der menschlichen Zivilisation und besessen davon, sein Wissen über die Menschheit zu erweitern, beschließt, das letzte Geheimnis, das die Menschen von den Maschinen trennt, zu erkunden: den Tod. Aus diesem Grund entführt er 9S, um 2B zu sich zu locken und zum Kampf zu zwingen. In dessen Verlauf trennt er sein Bewusstsein vom Netzwerk der Maschinen, damit er im Falle seiner Vernichtung auch einen „richtigen“ Tod erlebt. Nachdem 2B ihn getötet hat, rettet sie den schwer verwundeten 9S und bringt ihn zurück in den Bunker.
Die Maschinen bitten Pascal und 2B darum, mögliche Friedensbedingungen in der alten, verlassenen Fabrik auszuhandeln. Dort erfahren die beiden, dass sich die Maschinen aus einem bis hier ungeklärten Grund selbst vernichten. Nachdem klar wird, dass keine Friedensverhandlungen möglich sind, fliehen die beiden. 9S, dessen Schäden repariert wurden, unterstützt die beiden aus dem Bunker heraus. Er hackt sich in das Maschinen-System und erfährt Informationen über die Entstehung des Krieges und die Gründe für die Schaffung der YorHa: die Menschheit ist bereits lange ausgestorben, ihre Existenz auf dem Mond wird den Androiden nur vorgegaukelt, um ihnen weiterhin einen Daseinszweck zu geben. Nachdem 2B und Pascal aus der Fabrik entkommen sind, treffen sie auf Eva. Der Androide ist voller Trauer und Wut über den Tod seines Bruders und hat sämtliche Maschinen mit einem Virus infiziert. Um sie im Kampf zu unterstützen, fliegt 9S mit seinem Fluggerät zur Erde. Um Eva im Kampf endgültig töten zu können, muss sich 9S in dessen System hacken und ihn vom Netzwerk der Maschinen trennen. Dabei wird er selbst verletzt und er bittet 2B, sein Leben zu beenden. 9S gelingt es, kurz zuvor seine Gedanken in eine nahe liegende Maschine zu kopieren.
Vollständig repariert werden die beiden Androiden erneut auf die Erde geschickt, um Unterstützung für andere YorHa Androiden zu leisten. Diese werden von den Maschinen mittels einer EMP Waffe angegriffen, um die Androiden auf die Seite der Maschinen zu ziehen. Nach einem Angriff der Maschinen und anderer YorHa Androiden entkommen 2B und 9S, werden aber von den Maschinen aufgespürt. Sie beschließen, ihre Daten wieder in den Bunker zu laden und erneut eine Selbstzerstörung auszulösen. Mit neuen Androiden-Körpern wollen 2B und 9S bei dem Commander Bericht erstatten. In der Zentrale erfahren sie, dass keinerlei Berichte über die EMP Waffe und den Virus eingegangen sind. Es stellt sich heraus, dass bereits die Androiden mit dem Virus infiziert sind. Daraufhin fliehen die drei und gelangen zum Hangar. Dort stellt sich heraus, dass der Commander bereits mit dem Virus infiziert ist. 2B und 9S sind gezwungen, mit den Fluggeräten zu entkommen, während im Hintergrund der Bunker explodiert. Wieder auf der Erde werden beide getrennt, und 2B findet heraus, dass das Virus bereits auf ihren Körper übergesprungen ist. Daraufhin beschließt sie, an einen abgeschiedenen Ort zu gehen. Dort trifft sie auf A2, die mit den Maschinen kämpft. 2B entscheidet, A2 ihr Schwert zu geben, in dem sämtliche Erinnerungen von 2B gespeichert sind. Als A2 das Schwert benutzt, um 2B zu vernichten, sieht 9S dies aus der Ferne. Bei einem Erdbeben verliert er das Gleichgewicht und fällt in das Waldgebiet direkt vor einen großen, weißen Turm, welcher wie eine Art Rakete direkt auf den Mond gerichtet ist.
Auf der Spitze des Turms erklärt A2, dass 2B eigentlich das Modell „2E“ sei. Ihre Aufgabe bestand darin, 9S zu töten, wann immer dieser die Wahrheit über die Menschen und die YorHa erfuhr. Dies sei bereits mehrfach geschehen. A2 bietet 9S ihre Hilfe durch die Erinnerungen in 2Bs Schwert an. 9S, der bereits mit dem Virus infiziert ist, fordert A2 daraufhin zum Kampf heraus. Daraufhin kann der Spieler verschiedene Charaktere wählen, die jeweils unterschiedliche Ende besitzen. Im Ende C, wo der Spieler A2 auswählt, vernichtet dieser 9S, heilt ihn anschließend von dem Virus und opfert sich selbst, um den weißen Turm zu zerstören. Im Ende D, wo der Spieler 9S auswählt, töten sich beide Androiden, A2 und 9S. In den letzten Augenblicken von 9S wechselt die Funktion des Turms zu einer Art Raumschiff mit Informationen über die Maschinen und Androiden, auf dem Weg zu einem anderen Planeten. Der Spieler kann entscheiden, ob sich 9S ihnen anschließt, oder nicht. Beide Szenen, Ende C und D, führen zu einer Credit-Card, in der der Spieler gefragt wird, ob die intakten Daten von A2, 2B und 9S zerstört werden sollen, oder nicht. Wählt der Spieler das Behalten der Daten, wird Ende E ausgelöst, welches eine Neukonstruktion der Androiden zur Folge hat.

## Spielaufbau
Nier: Automata ist ein japanisches Rollenspiel in einer Open-World-Spielumgebung. Die vielfach vorhandenen Charaktere steuert der Spieler durch die Handlung mit der Fähigkeit, die Kamera jederzeit in 360 Grad rotieren zu können. Neue spielbare Charaktere werden mit jedem abgeschlossenen Abschnitt freigeschaltet. Während das Spiel anfangs als Action-Spiel angekündigt wurde, änderten die Entwickler das Spiel insofern, als es die rollenspielähnlichen Elemente des ursprünglichen Nier behielt. Der Fokus im Spielaufbau liegt auf Waffen mit kurzer Reichweite, wobei einige Schusswaffen-Elemente ebenfalls eingebaut wurden. Waffengeschichten, ein wiederkehrendes Element in Drakengard und Nier, die an die gefundenen Waffen gebunden sind, wurden ebenfalls eingefügt.
Das handlungsorientierte Kampfsystem versetzt den Spieler in die Lage, Feinde in Echtzeit in einer Vielfalt von Umgebungen im Spiel entgegenzutreten. Während des Kampfs kann der Charakter leichte Angriffe verwenden, die schnell und schwach sind, und schwere Angriffe, welche stärker, dafür aber langsamer sind. Während des Kampfs kann der Spielercharakter feindlichen Angriffen ausweichen und, wenn ein Knopfdruck zeitlich korrekt festgelegt wird, den Charakter vorläufige Unverwundbarkeit erlangen lassen und einen Gegenangriff starten, der schweren Schaden anrichtet. Dem Charakter steht ein zusätzlicher Begleiter zur Verfügung, genannt „Pod“, ein fliegender Roboter, der angeordnete Angriffe ausführt, die angepasst werden können. Wenn er angreift, kann der Charakter sowohl zwischen Waffentypen als auch zwischen Angriffen abwechseln, um Kombinationsangriffe auszuführen.
Dem Spielcharakter lassen sich zudem bis zu vier verschiedene Waffen in zwei unterschiedlichen Waffensets zuordnen. Jedes Waffenset enthält dabei zwei Waffen, eine für Fern- und eine für Nahkampfangriffe. Jede dieser Waffen kann genutzt werden, um Fähigkeiten zu Angriffskombinationen zusammenzufügen. Zusätzlich dazu bietet das Chipsystem die Möglichkeit, weitere Verbesserungen an der Spielfigur durchzuführen. Anzeigen verändernde Chips fügen dem Spieler-Interface weitere Informationen, wie zum Beispiel einer Lebenspunkteanzeige hinzu. Sogenannte „Plug-In-Chips“ verändern die Fähigkeiten je nach Spielstil und verbessern entweder den Angriffsschaden oder die Verteidigungsstärke. Die Anzahl der einsetzbaren Chips ist durch ein Lagersystem des Charakters begrenzt.
Bei Händlern können für in der Umgebung gesammelte Ressourcen und Geld unterschiedliche Ausrüstungsgegenstände gekauft werden. Diese werden genutzt, um Waffen oder Fähigkeiten zu verstärken. Zu den Ausrüstungsgegenständen zählen ebenfalls Verbrauchsgüter wie Energiebatterien. Gekaufte Köder können genutzt werden, um auf dem Planeten verbleibende Tiere kurzzeitig zu zähmen und anschließend auf ihnen zu reiten. In diesem Zustand lassen sich ebenfalls Gegnergruppen bekämpfen.

## Entwicklung
Nach der Veröffentlichung von Nier wollten sowohl der Direktor Taro Yoko als auch der Produzent Yosuke Saito eine Fortsetzung schaffen. Nach der positiven Fankritik des ursprünglichen Nier war sowohl Square Enix als auch das Team, welches am ursprünglichen Spiel gearbeitet hatte, bereit, die Nier-Spieleserie fortzusetzen. Zusätzlich wollte das Team auch eine bessere, mehr handlungsorientierte Gameplay-Erfahrung schaffen. Infolgedessen kontaktierten sie Platinum Games, welche einen guten Ruf für qualitativ hochwertige Action-Rollenspiele wie etwa Bayonetta und Metal Gear Rising: Revengance haben. Ursprünglich sollte das Spiel für mobile Plattformen oder der Playstation Vita entwickelt werden, doch es wurde frühzeitig entschieden, das Spiel für die Playstation 4 zu entwickeln.
Die Produktion für das Spiel hat 2014, einschließlich sechs Monaten Vorproduktion, begonnen. Das Produktionsteam bestand aus vielen Entwicklern des ursprünglichen Nier. Yoko hatte das Drehbuch des Spiels geschrieben. Das Team bezeichnete das Hauptthema des Spiels als „agaku“, ein japanisches Wort, welches bedeutet, aus einer schlechten Situation heraus zu kämpfen. Als er die Handlung geschrieben hatte, zögerte Yoko über das Hinzufügen von Devola und Popola zum Drehbuch auf Grund ihrer Rollen im ursprünglichen Spiel, entschied sich aber schließlich dafür, sie ebenfalls einzufügen. Während der Produktion nutzte das Entwicklerteam sowohl Fan- als auch Kritikerfeedback von Nier. Auf Grund dieses Feedbacks verbesserten sie verschiedene Aspekte des Spiels, von der Charaktergestaltung bis hin zum Grafikdesign. Darauf aufbauend konzentrierte sich das Team auf die Kernaspekte Handlung und Musik.
Gemäß Negishi und Programmierer Ryo Onishi war es ein Hauptproblem, ein Spiel im Sinne des Vorgängers zu entwickeln, was eine Verschiebung weg vom Stil ihrer früheren Titel verlangt hat. Für das Kampfsystem übernahm das Team das System aus dem ersten Nier-Teil und verband es mit Elementen aus anderen Titeln von Platinum Games. Das Hauptkonzept von Taura war, dass das Kampfsystem das Original übertrifft und in die Geschichte einbaut. Eine Besonderheit während der Entwicklung war die niedrige Konzentration von feindlichen Einheiten im Spiel, da die Natur des Spiels dies verlange, so Negishi. Dies war ein Teil ihrer Anstrengungen, die kreative Vision von Yoko zu erfüllen: Durch das Einbauen von weniger Feinden gebe das Team den Spielern die Gelegenheit, die stille Schönheit der verwüsteten Welt des Spiels „zu genießen“.
Im Vergleich mit dem ursprünglichen Nier, das in zwei Versionen mit einer veränderten Hauptfigur für westliche Märkte ausgeliefert wurde, zeigte das Team für Nier: Automata dieselbe Hauptfigur in allen Versionen, sich darauf konzentrierend, ein qualitativ hochwertiges japanisches Rollenspiel zu schaffen, anstatt Anpassungen an seine Westausgabe zu machen. Das Concept-Art feindlicher Einheiten wurde von Hisayoshi Kijima entworfen, während die Umgebung von Kazuma Koda, Yasuyuki Kaji und Shohei Kameoka gestaltet wurde: das Umgebungsdesign wurde zusammen mit Yoko erarbeitet. Das Design-Team wollte Orte schaffen, die Spieler auch in der realen Welt besuchen würden. Eine weitere Herausforderung ergab sich bei der Gestaltung der Charaktere, die trotz ihrer mechanischen Natur so lebendig wie möglich aussehen sollten.

### Audio
Komponist Keiichi Okabe, der sowohl an Nier als auch an Drakengard 3 gearbeitet hatte, war als Komponist mit seiner Studioband Monaca neben seinem Kollegen Keigo Hoashi für die Schaffung der Musik zuständig. Die Titel wurden durch klassische Musik beeinflusst und enthielten Elemente aus dem vorherigen Nier, welche für den bestimmten Grad an Melancholie sorgten. Das Musikambiente wurde dahingehend geändert, dass von der ehemals im ersten Teil von Nier geschaffenen Kulisse auf Weiden und Dörfern abgewichen wurde hin zu einer Soundkulisse mit mechanischen und mehr brutalen Themen. Ein anderer Faktor war die offene Weltumgebung: Anstatt eines einzelnen, sich schlängelnden Tracks hat Okabe vielfache harte und weiche Tracks geschaffen, die ineinander abhängig von der Situation und Umgebung gewechselt haben. Emi Evans war, wie schon im ersten Teil, für den Gesang engagiert. Zusätzlich stellte Shotaro Seo seine männliche Stimme zur Verfügung. Nicole und Nami Nakagawa schlossen sich Evans an, um einen dreistimmigen Chor beizusteuern, der unter anderem in einem Boss-Kampf Verwendung findet.
Das allgemeine Sound-Design wurde von Masato Shindo erarbeitet, der mit einer neuen Herausforderung konfrontiert wurde: In ihren vorherigen Projekten waren Sound Echos durch individuelle, vom Team geschaffene Einstellungen erstellt worden, was in einer offenen Welt durch die Größe nicht richtig funktionieren würde. Stattdessen hat Shindo eine realistische Soundkulisse erstellt, in dem er ein System entwarf, um Echos in Echtzeit zu definieren, welches bestimmt, wie viel Widerhall in der aktuellen Umgebung entstehen muss.
Ein Konzert in Tokio, „NieR Music Concert & Talk Live“ genannt, wurde mit verschiedenen Musikstücken von Nier und Nier: Automata im Ex Theater Roppongi am 16. April 2016 veranstaltet. Ein offizielles Soundtrackalbum wurde für den 28. März 2017 angekündigt.

### Veröffentlichung
Nier: Automata wurde erstmals auf der Pressekonferenz von Square Enix bei der E3 2015 bekannt gegeben. Zu diesem Zeitpunkt war das Spiel zu gerade einmal 10 % abgeschlossen. Der offizielle Titel, zusammen mit einem Gameplay-Trailer und dem Datum der Veröffentlichung, wurde auf der „Pariser Spielwoche 2015“ offenbart. Anfangs wurde die Veröffentlichung im November 2016 geplant, doch Square Enix verzögerte diese, da es Sorgen über den kommerziellen Erfolg gegeben hat, da andere prominente Titel ebenfalls zu diesem Zeitraum veröffentlicht werden sollten. Es wurde entschieden, dass eine Q4- oder Q1-Veröffentlichung von Nier: Automata mehr Chancen auf kommerziellen Erfolg habe. Die Verzögerung hat den Entwicklern zusätzliche Zeit gegeben, um die Qualität und das Gameplay-Gleichgewicht zu verbessern. Nier: Automata wurde am 7. März 2017 für die Playstation 4 in Europa und Nordamerika veröffentlicht. Später wurde eine Veröffentlichung für den PC über die Plattform Steam bekannt gegeben.
Eine limitierte Black Box Collector’s Edition enthält das Spiel, eine Figur von 2B, eine spezielle Ausgabe des Nier: Automata-Konzerts, ein Artbook, ein Downloadcode für einen speziellen Artikel und eine spezielle Prequel-Novelle. Zusätzlich zur Standardversion gibt es eine Day-One-Ausgabe in Europa und Nordamerika, welche auf dem Cover die Gestaltungsarbeit durch Yoshida abbildet. Die Day-One-Ausgabe enthält zusätzlich zum Spiel eine Figur von 2B, ein Artbook und einen 13 Titel umfassenden Soundtrack.
Am 28. Juni 2022 wurde im Rahmen einer Nintendo Direct Mini die Veröffentlichung auf der Nintendo Switch für den 6. Oktober 2022 bekanntgegeben. Exklusiv enthalten sind neue Kostüme. Gerüchte über einen Switch-Release gab es bereits länger.

## Rezeption

### Kritiken der PlayStation-4-Demo
Am 22. Dezember 2016 erschien die erste spielbare Demoversion von Nier: Automata für Playstation-Plus-Mitglieder. Die erste darin spielbare Mission sei lediglich eine der kürzeren Missionen, vermittle dennoch die Machart des Spiels und schaffe mit dem spannenden Ende regelrechte Vorfreude auf die Vollversion. Das Kampfsystem sei durch Platinum Games im Gegensatz zum Vorgänger flüssig gestaltet, Angriffe ließen sich zwar nicht blocken, können aber mit bestimmten Kombinationen ausgewichen werden, wodurch starke Konter möglich seien. Zusätzlich zur eigentlichen Hauptfigur begleitet den Spieler ein kleiner Androide, der ebenfalls gesteuert werden könne, was dazu führe, dass man parallel zwei Charaktere steuere. Besondere Beachtung finde gerade für neue Spieler die Möglichkeit, im leichtesten Spielmodus („Soft-Mode“) der KI die Kämpfe zu überlassen. Die Steuerung ließe sich komplett benutzerdefiniert einstellen, sodass zum Beispiel der Begleiter-Androide vollkommen automatisch anvisiere und angreife. Zudem sei die Kameraeinstellung gewöhnungsbedürftig. Grundsätzlich ließe sich die Kamera nach den eigenen Vorlieben ausrichten, in einigen Bereichen werde aber eine Einstellung vorgegeben, was eher an ein altes Jump-’n’-Run-Spiel erinnere, als an ein modernes Rollenspiel. Die erzählte Geschichte und die Grafik der Demo-Version habe überzeugt und mache Lust auf die Veröffentlichung.

### Kritiken nach Veröffentlichung
Nier: Automata erhielt überwiegend positive bis sehr positive Bewertungen. Die Website Metacritic errechnete aus insgesamt 65 Kritiken eine Punktzahl von 88 der maximal 100 möglichen Punkte. Die Website Gamerankings, die ebenfalls einen Durchschnittswert errechnet, ermittelt aus insgesamt 34 Reviews einen Wert von 89 %. Beide Werte wurden für die Playstation-4-Version ermittelt.
Das Spiel sticht, wie schon der Vorgänger, durch die vielschichtige und düstere Handlung hervor. Die Geschichte könne lediglich erst beim mehrmaligen Durchspielen komplett erfasst und verstanden werden. Die verschiedenen Enden lassen die Story aus einer anderen Perspektive noch einmal erleben, wobei die bereits gespielten Szenen aus einer anderen Perspektive völlig neue Handlungsstränge eröffneten. Vor allem lassen sich bei weiteren Spielsitzungen weiter neue Waffen, Chips und andere Items finden, womit sich durch mehrmaliges Durchspielen auch die Gameplay-Elemente verändern. Ebenfalls positiv wird die Beziehung zwischen 2B, 9S und A2 bewertet. Die Dialoge im Spiel sind sowohl in der Synchronisation, wie auch im zu lesenden Text für die Geschichte wichtig. Die Beziehung vor allem zwischen 2B und 9S wird in mehreren emotionalen Ebenen erzählt, welche von liebevollen Gesprächen bis hin zu soldatischem Gehorsam reichen.
Nier: Automata glänzt durch die Zusammenarbeit mit Platinum Games im Gegensatz zum Vorgänger Nier mit einem flüssigen und actionreichen Kampfsystem. Die Auswahl der Waffen in den beiden verschiedenen Sets bieten zusätzliche Abwechslung. Die Steuerung ist für Anfänger wie erfahrene Hack-and-Slay-Spieler gleichermaßen gestaltet und bietet viele nutzbare Angriffskombinationen. Zusätzlich wird die Möglichkeit von Konter-Angriffen nach Ausweichen positiv hervorgehoben, da es einen weiteren Aspekt in die Steuerung einbringt. Zudem spielt das Grafik-Design sämtliche Aspekte der Gameplay-Aktionen sauber mit, was ein tiefes Eintauchen in die Spielumgebung ermöglicht. Negativ fällt die geringe Auswahl der computergesteuerten Gegner aus. Die verschiedenen Maschinenwesen seien zwar markant und charmant, wiederholen sich mit der Zeit aber, was sich wiederum negativ auf die Spieltiefe auswirkt. Lediglich die Bosskämpfe stellen immer eine Herausforderung für den Spieler dar.
Besonders gelobt wird durchweg die musikalische Untermalung. Die Stücke unterstützen sämtliche Aspekte der durch das Spiel übertragenen Situationen. So entsteht auch durch den Soundtrack eine emotionale Erfahrung, die zusammen mit der erzählten Geschichte ein rundes und stimmiges Gesamtbild vermittelt, welches auch durch kleine Grafikpatzer oder Fehler während des Gameplay keineswegs weit beeinträchtigt wird.

### Verkaufszahlen
Nier: Automata wurde in der ersten Woche nach Veröffentlichung in Japan 198.542 Mal verkauft. Damit erreichte es in den wöchentlichen Charts in Japan Platz 1. Es übertrifft damit bereits die verkauften Kopien des originalen Nier. Weltweit hat sich Nier: Automata bis zum Februar 2021 über 5,5 Millionen Mal verkauft. Zum November 2022 wurde das Spiel 7 Millionen Mal verkauft, bis April 2023 wurden 7,5 Millionen Einheiten abgesetzt. Anfang 2025 wurde bekanntgegeben, dass bisher mehr als 9 Millionen Einheiten abgesetzt wurden.